# Anfang Juni
Anfang Juni ist ein deutscher Kurzfilm von Kerstin Neuwirth aus dem Jahr 2012. In Deutschland lief der Film unter anderem am 3. Mai 2013 bei den Internationalen Kurzfilmtagen in Oberhausen.

## Handlung
Spielt der Film im Garten in der Wirklichkeit oder im Traum? Und wer ist in diesem Garten bzw. wer ist dieser Mann? Sind es vielleicht Erinnerungen an die Familie?

## Kritiken
„Mit starken, tableauartig angelegt Bildern und großer, atmosphärischer Dichte erschafft Kerstin Neuwirth einen mysteriösen Mikrokosmos. Frauen verschiedener Generationen agieren wortlos in einem weitläufigen Garten. Nur die Naturgeräusche sind zu hören. In welchem Verhältnis stehen die Personen zueinander, welche Rolle spielt der sich entziehende Mann? Ist ein Ausbruch möglich? Bewusst hält die Filmemacherin die Zuschauer auf Distanz und schafft dadurch Raum für eigene Interpretationen, Assoziationen und Erinnerungen.“

## Auszeichnungen
Internationale Kurzfilmtage Oberhausen 2013
- Förderpreis des NRW-Wettbewerbs